# 雀稗尾稃草
雀稗尾稃草（学名：Urochloa paspaloides）为禾本科尾稃草属下的一个种。

## 扩展阅读
- 維基物種上的相關：雀稗尾稃草